# Jean Bonnefond
Pour les articles homonymes, voir Bonnefond (homonymie).
Jean Bonnefond, né à Saint-Étienne le 12 mars 1921 et mort le 29 juillet 1994 à Saint-Priest-en-Jarez est un auteur français de roman policier.

## Biographie
Après une licence en droit, il fait des études littéraires à l'université de Lyon. En 1939, il travaille au théâtre du Forez et rédige quelques pièces pour la scène.
Pendant la Seconde Guerre mondiale, il est réquisitionné dans une aciérie prioritaire. Il fait ensuite des études en sidérurgie. Devenu ingénieur, puis directeur de fabrication, il publie des travaux sur la forge, la coulée et le fibrage de l'acier et obtient des brevets de fabrication.
En marge de cette activité industrielle, il publie des nouvelles dans des journaux régionaux, puis en 1972, un roman policier, Marchand de fumée, situé dans un hall de forge, qui reçoit le prix du roman d'aventures. En 1974, il donne La Basane, un autre roman policier, qui se déroule cette fois-ci dans un atelier d'armurerie. Il publiera encore deux textes chez des éditeurs de Saint-Étienne.

## Œuvre

### Romans
- Marchand de fumée, Paris, Librairie des Champs-Élysées, Le Masque no 1225, 1972 ; réédition, Paris, Librairie des Champs-Élysées, Club des Masques no 307, 1977
- La Basane, Paris, Librairie des Champs-Élysées, Le Masque no 1348, 1974
- Demain d'autres viendront, Saint-Étienne, G. Bastide, 1978
- Un flic à Saint-Étienne, Saint-Étienne, Action graphique, 1985

## Prix et récompenses
- Prix du roman d'aventures 1972 décerné à Marchand de fumée.

## Sources
- Jacques Baudou et Jean-Jacques Schleret, Le Vrai Visage du Masque, vol. 1, Paris, Futuropolis, 1984, 476 p. (OCLC 311506692), p. 76.